# Domen Bizjak
Pour les articles homonymes, voir Bizjak.
Domen Bizjak, né le 14 février 1985 à Kranj, est un snowboardeur slovène spécialisé dans les épreuves de big air. 
Au cours de sa carrière, il a participé à un mondial où il prend la vingt-cinquième place en big air en 2009 à Gangwon, enfin en coupe du monde il est monté sur un podium en obtenant la troisième place le 31 octobre 2009 à Londres.

## Palmarès

### Championnats du monde
| Édition/Discipline | Big air |
| Mondiaux 2009      | 25e     |

### Coupe du monde
- Meilleur classement général : 63e en 2008.
- Meilleur classement de big air : 6e en 2008.
- 1 podium en big air.